# Klára Leövey
Klára Leövey (Sighetu Marmatiei, 1821 – Budapest, 1897), fou una educadora hongaresa activista pels drets de les dones. Fou directora de l'Institut de Blanka Teleki a Budapest del 1846 al 1848, després de ser recomanada per Teréz Karacs. S'implicà en la Revolució hongaresa de 1848, i és per això que l'empresonaren els austríacs. Després del seu alliberament, visqué exiliada a París des del 1856 fins al 1862.
Al 2018, l'asteroide 334756 Leövey, descobert per Krisztián Sárneczky i Brigitta Sipőcz des de l'estació Piszkéstető al 2003, l'homenatja amb el seu nom.

## Biografia
Era filla de József Leövey, terratinent del comtat de Bereg, i d'Eszter Szathmáry (1796-1864). El seu pare, mort el 1837, no era estalviador, per la qual cosa els béns heretats els perdé aviat. La criança de Klára Leövey anà a càrrec sobretot de sa mare, que la va formar en música i cant. A partir del 1836, quan es fundà la Societat Benèfica de Máramarossziget, Leövey en fou una dels membres més actives de la companyia artística, i actuà en les obres de teatre i augmentà el patrimoni de la societat amb el seu cant. Durant el 1842-43, s'allotjà amb el baró Imre Sztojka, aleshores ambaixador a Maramures.

### Trajectòria professional

#### Educadora i activista
Al novembre del 1846, la contractà com a educadora i professora l'Institut Educatiu Femení fundat per la comtessa Blanka Teleki a Pest. Leövey va acollir la Revolució hongaresa de 1848 com una ardent defensora dels ideals nacionals. En els primers dies del 1849, quan Windischgrätz s'acostava a Buda, la comtessa Blanka Teleki i Leövey van fugir a Debrecen enmig de molts perills i dificultats, i a Debrecen van tenir cura de soldats ferits. Més tard, la comtessa Teleki es va retirar a Pálfalva, i deixà Klára a Pest per a ajudar als Guàrdies de l'Interior i altres lluitadors. Blanka Teleki va ser deportada de Pálfalva a Oradea al maig del 1851, i les cartes que li trobaren van conduir a la detenció de Klára Leövey en la finca del baró Sztojka a Slatina. Van sofrir dos anys de detenció. El 30 de juny del 1853, Blanka Teleki i Klára Leövey foren condemnades a deu i cinc anys de presó per distribuir llibres sediciosos i reclutar combatents; a la fi de juny les portaren al castell de Kufstein. L'11 de juliol del 1856, la sentència de Klára Leövey acabà.
El 1859, de tornada a la ciutat natal de la seua mare, s'instal·là a casa del seu cosí Gábor Várady, i feu d'educadora de la seua filla Gabriella. Altres deu nenes d'edat i educació semblants van ser acollides a la casa i ella hi establí un internat, precursor de l'Institut Educatiu Femení, que més tard seria secundat per l'Associació de Dones, del qual va sorgir l'Institut Estatal Femení. La institució tingué èxit, i l'edifici s'amplià el 1860. El 1861, l'escola es va fer càrrec de l'administració. L'administració dels Habsburg, però, no veia amb bons ulls l'educació hongaresa de l'escola i la va tancar.
Amb l'obertura el 1861, Klára Leövey se n'anà a Pest amb els Várady, i després passà quasi tot el 1862 amb Blanka Teleki, viatjant amb ella a París, on Blanka Teleki va morir el 23 d'octubre. Klára hi restà amb la família de Gerando un temps més. Després feu classes a xiquets a París. Més tard s'allotjà a St. Ange, al castell del coronel Miklós Kiss i la seua esposa. El 1865, va tornar a Transsilvània i se li va confiar l'educació dels fills del comte Miksa Teleki a Kendilona. Fins i tot en acabar la tutoria, s'allotjà amb la senyora de Gerando a Kendilona i Pálfalva, i després al castell de la família Vallyi a Majtiz i amb la família del comte Árvéd Teleki a Drasso; el poc de temps que li restava el va passar a casa de Gábor Várady a Budapest.

### Periodista
Va començar a treballar com a periodista el 1866. István Szilágyi, director del diari Máramaros, que també va animar János Arany a escriure, la inicià en la carrera periodística. Leövey publicà en Máramaros, i molts articles en la capital i en altres diaris provincials. Els seus escrits són en la seua majoria reminiscències de la Guerra de la Independència. Rebutjà la conciliació es posà en contra de Ferenc Deák i a favor de Kossuth. En unes extenses memòries, va informar la posteritat sobre els anys a la presó de Kufstein. El 1889 es traslladà a Budapest, i n'esdevingué una figura activa en la vida social i literària.
El 1894, amb motiu de la mort de Lajos Kossuth, publicà un article en què es comprometia a preservar la seua herència intel·lectual. La vida de Leövey va acabar amb un tràgic accident, atropellada per un autobús a Budapest el 8 d'abril del 1897 i va morir unes hores després. El seu funeral es feu a la capital, però és soterrada al cementeri de Máramarosiget: el 12 d'abril l'enterraren a la tomba que havia fet per a sa mare, morta el 1864.

## Premis i reconeixements
- El 2018, l'asteroide 334756 Leövey rep el seu nom.
- Un institut i un carrer de Budapest porten el seu nom.[6]